# Beatrice Llano
Beatrice Llano (14 de diciembre de 1997) es una deportista de Noruega que compite en atletismo. Ganó una medalla de oro en el Campeonato Mundial de Atletismo Sub-20 de 2016, en la prueba de lanzamiento de martillo.